# 레슬리 챰
레슬리 챰 웨이 옝(Lesley Cheam Wei Yeng, 1996년 3월 17일 ~ ) 은 말레이시아 모델이자 미인 대회 우승자이다. 그녀는 2022 미스 유니버스 말레이시아 타이틀을 획득했다. 2023년 1월 14일 뉴올리언스, 루이지애나, 미국에서 열리는 미스 유니버스 2022 대회에 말레이시아 대표로 출전한다.